# Distretto di Sanquin 2
Il distretto di Sanquin 2 è un distretto della Liberia facente parte della contea di Sinoe.